# Église du Sacré-Cœur de Bordeaux
Pour les articles homonymes, voir église du Sacré-Cœur.
L'église du Sacré-Cœur de Bordeaux en Gironde (France) est une église construite par l'architecte Jean-Jules Mondet au XIXe siècle. Située sur la place du Cardinal Donnet dans le quartier Saint-Jean Belcier, elle est dédiée à la dévotion du Sacré-Cœur.

## Histoire

### Projet du cardinal Donnet
L’église du Sacré-Cœur de Bordeaux est issue de la volonté de Ferdinand-François-Auguste Donnet, cardinal et archevêque de Bordeaux de 1837 à 1882, de raffermir la présence de l’Église dans toute la région. Il est connu pour avoir été l’acteur primordial de la conservation, de la restauration et de l’édification d’édifices religieux à Bordeaux, sa banlieue et de nombreuses communes de Gironde. Le cardinal était un grand amateur d’Histoire et d’archéologie. Il soutenait publiquement les travaux architecturaux d’Eugène Viollet-Le-Duc et sa définition de la restauration défendue dans son Dictionnaire raisonné de l’architecture. Donnet expose les raisons de son projet d’ériger une église dédiée au Sacré-Cœur dans sa lettre pastorale du 16 novembre 1875 adressée aux membres du clergé et aux fidèles. Il désire construire une chapelle provisoire, en attendant d’édifier l’église définitive, dans un grand quartier à l’extrémité des paroisses de Sainte-Croix et de Saint-Nicolas qui en est dénué. Il décrit les fidèles comme livrés à un « abandon forcé » de la part de l’Église et il entend construire un monument qui rappellerait l’ère glorieuse des cathédrales gothiques. Le cardinal dédie également l’église au Sacré-Cœur et veut qu’on la considère comme la fille du Sacré-Cœur de Montmartre. Cette lettre pastorale est écrite car le cardinal voit ce projet contrecarré par la municipalité de Bordeaux et le ministère de la Justice et des Cultes qui ne veulent pas le financer. Le cardinal en appelle donc à la charité des fidèles et n’hésite pas à faire l’achat de terrains pour le Sacré-Cœur sur les paroisses Sainte-Croix et Saint-Nicolas contre l’avis du gouvernement. Les échanges entre les deux partis sont houleux jusqu’à la décision rendue par le maréchal Mac Mahon, président de la République, qui décrète l’érection de l’église en succursale le 9 décembre 1876 et qui fixe les limites d’une nouvelle paroisse.

### L'architecte Jean-Jules Mondet
Jean-Jules Mondet est un architecte français ayant principalement exercé sur le territoire des Landes. Sa carrière comprend essentiellement des restaurations et quelques créations d’édifices religieux, le plus important étant l’église du Sacré-Cœur de Bordeaux. Il commence ses études d’architecture à Bordeaux en 1859 après avoir suivi les ateliers de Jean-Charles Danjoy et Pierre-Auguste Labbé, deux architectes issus de l’école des Beaux-Arts. Entre 1863 et 1886, il est chargé par la Commission des monuments historiques d’inventorier de nombreuses églises rurales (églises de Balizac, de Lèves, de Lagorce ou encore de Barie) afin d’évaluer leur état de conservation. Il fait plus tard partie des souscripteurs de la Société des Arts de Bordeaux présidé Adrien Bonnet, un député girondin. C’est au sein de cette société qu’il rencontre des personnalités et mécènes comme Philippe-Louis Bordes de Fortage, l’archevêque Guilbert ou le marquis de Lur Saluces qui le soutiendront dans sa candidature pour le projet de l’église du Sacré-Cœur de Bordeaux.
Après la défaite de 1870, un concours est organisé pour construire une basilique à Montmartre consacrée au Sacré-Cœur. Il réussit le premier examen mais échoue au second. Il est par la suite lauréat du concours pour l’école Normale d’Instituteurs de la Gironde en 1879 et obtient le premier prix au concours général pour la cathédrale de Buenos-Aires en Argentine.
Jean-Jules Mondet est finalement choisi en 1877 pour diriger la construction de l’église du Sacré-Cœur de Bordeaux qui se place dans le contexte du Vœu National de la Basilique de Montmartre. Le chantier se déroule essentiellement entre 1877 et 1884. Il y aura toutefois des travaux ultérieurs et ce jusqu’au début du XXe siècle car le projet fait face à des difficultés financières dues aux querelles opposant la municipalité de Bordeaux, le Ministère de la Justice et des Cultes et l’Archevêché.
Notons que Jean-Jules Mondet a par ailleurs réalisé d’autre édifices dont l’église Saint-Baudile à Nîmes de 1866-1876, l’église de Quinsac en 1869, l’église Sainte-Hélène à Sainte-Hélène en 1876, l’église Saint-Seurin du Porge en 1892 ou celle Saint-Charles de Biarritz de 1896.
Son style architectural « de transition » voit ses œuvres souvent qualifiées de néo-romanes (partiellement pour le Sacré-Cœur) ou néo-gothiques (Saint-Baudile).

### Chronologie des travaux
Le 21 novembre 1875, le culte est inauguré dans la chapelle provisoire et le service paroissial débute sous la direction de l’abbé Buchou quelques jours plus tard. Après la parution du décret du maréchal Mac Mahon, un comité se réunit le 16 janvier 1877 pour approuver les plans de l’architecte Jean-Jules Mondet. La première pierre est posée le 15 mai 1877 et lors de son discours, le cardinal Donnet forme le vœu que l’église devienne un lieu de pèlerinage à l’égal de Montmartre. Cette scène a été illustrée sur un vitrail dans la chapelle Saint-Ferdinand.
Le chantier du gros œuvre dure de 1877 à 1884 avec une période d’interruption de 1881 à 1882, faute d’argent. En 1883, l’église est ouverte au culte et la première messe est célébrée. Le 20 juillet 1884, le montant des travaux est déclaré s'élever à 968 760 francs. L’église est dotée de ses vitraux et ses sculptures mais les clochers de façade sont inachevés. Le 2 septembre de la même année, l’archevêque Guilbert bénit l’église en présence de l’Abbé Mercier, du Conseil de fabrique et de trois mille personnes. Cet épisode est également illustré par un vitrail dans la chapelle Saint-Ferdinand.
En novembre 1890, la Commission des Travaux Publics ratifie la création de la place du Cardinal Donnet autour de l’église pour des raisons de salubrité publique. Ces travaux sont complétés en 1897 avec l’aménagement de la rue Lefol pour faciliter l’accès à l’église. En juin 1891, une partie du mobilier liturgique est installé comme les cloches, la chaire, les petits autels du sanctuaire, le maître-autel et l’autel de Saint-Joseph.  Le 18 juin 1899, le chœur avec son grand-autel et son baldaquin en fonte dorée est inauguré.
Les clochers sont élevés entre 1901 et 1903 grâce à l’obtention d’un crédit municipal. L’église du Sacré-Cœur gagne son allure définitive. Dans les mêmes années, le projet de décor de la façade par l’architecte Jean-Jules Mondet est abandonné car le coût est trop important. La façade est donc laissée brute, telle qu’on peut la voir aujourd’hui.

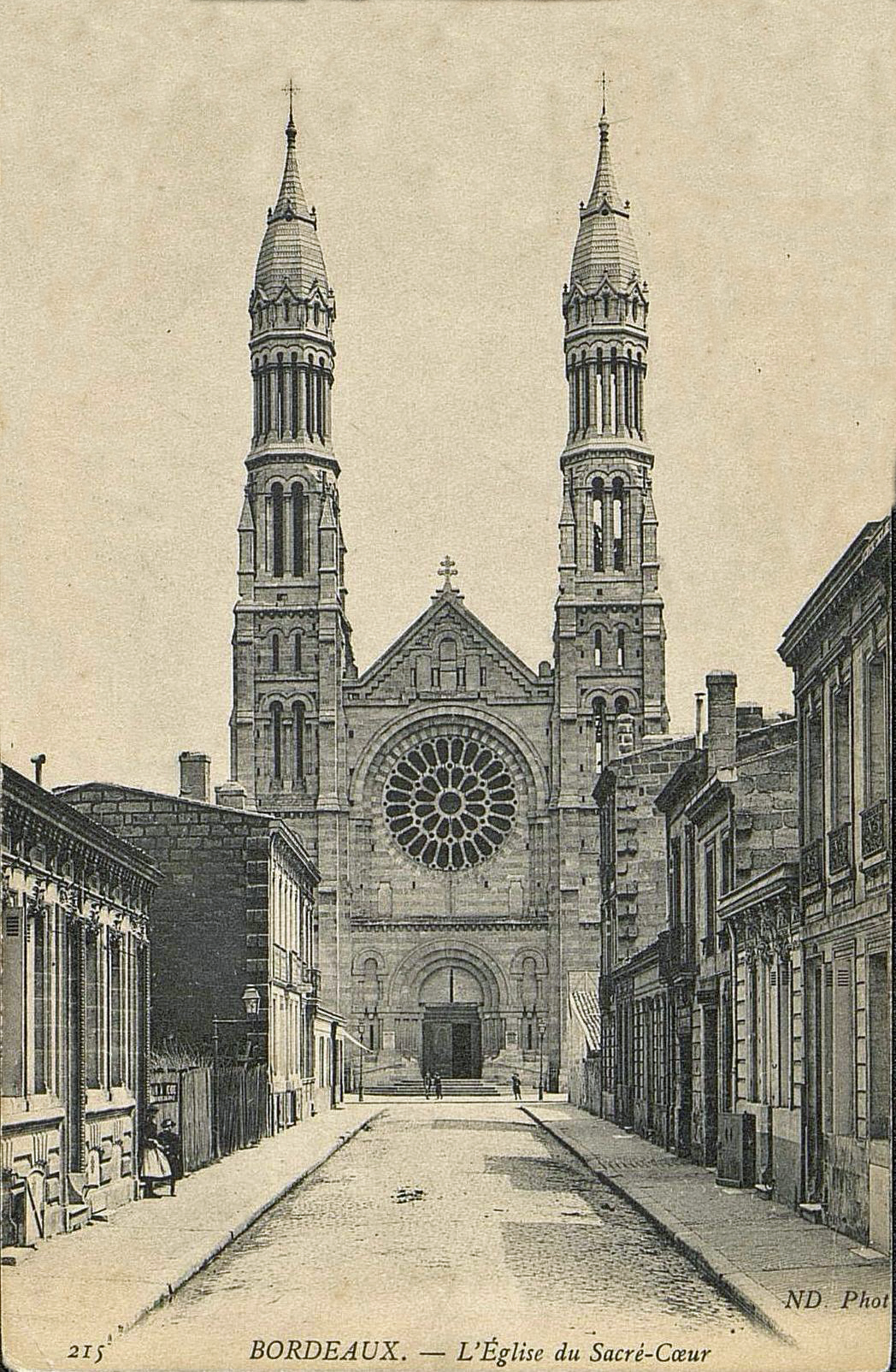
Carte postale de l'église du Sacré-Coeur, datée vers 1905.

En 1912, l’Abbé Fonce lance une collecte de fonds pour la confection et la mise en place d’une horloge à deux cadrans d’un mètre de diamètre sur la façade de chacun des clochers. Le roi Alphonse XIII d’Espagne, en visite à Bordeaux à ce moment-là, fait partie des donateurs. L’abbé Fonce se plaint, en 1913, de l’état de délabrement de la porte principale de l’église qui est une porte provisoire. Le projet de confection d’une porte définitive est rejeté car la dépense est jugée superflue. 
En 1950, la couverture de l’édifice est soumise à des travaux de restauration pour un coût de 2 526 811 francs. En 1953, la Municipalité de Bordeaux approuve l’électrification des cloches. 
En décembre 1964, le Sacré-Cœur est adapté à la nouvelle liturgie prônée par le Concile de Vatican II et le chœur est soumis à des transformations. L’autel à baldaquin de 1891 est détruit et le nouvel autel rectangulaire en marbre est consacré le 5 mars 1965 par le cardinal Richaud. 
Au début des années 1980, en vue du centenaire, le Sacré-Cœur est restauré. La couverture est refaite en ardoise et en zinc, la charpente est traitée contre les insectes xylophages et est renforcée par des barres de fer. Le sol en céramique des chapelles latérales est reconstitué en pierres et les murs subissent un ravalement. En 1889, certaines colonnettes des contreforts extérieurs sont remplacées et les vitraux du chœur et du bras sud du transept sont restaurés par le maître-verrier Jacques Dupuy.

### Style de l'église
Le programme architectural du Sacré-Cœur est qualifié de « style de transition » à sa conception. Cette appellation fait référence au passage entre l’architecture romane et l’architecture gothique au XIIe siècle dont la cathédrale de Saint-Denis est l’exemple principal. L’église du Sacré-Cœur de Bordeaux montre des caractéristiques romanes et gothiques mais est aussi associée à un éclectisme romano-byzantin. Ces trois influences sont illustrées sur la façade principale de l’édifice : le style roman est exploité par les formes lourdes des arcs en plein-cintre des voussures du portail principale et des voussures qui surmontent la rosace de style gothique, mais également sur les fines baies à colonnettes des deux tours du clocher. Le style gothique est marqué par le rythme ternaire de la façade en plus de la présence d’une grande rosace polylobée. L’influence romano-byzantine se trouve dans la bichromie de la façade et dans les dômes effilés à motif d’écailles des deux clochers, repris de l’œuvre de Paul Abadie sur l’église Sainte-Marie de la Bastide.
Cet éclectisme est caractéristique de l’architecture du XIXe siècle qui reprend de nombreux styles du passé et plus particulièrement de l’époque du Moyen Âge. Le style gothique connaît un grand succès dans la première partie du siècle mais le style roman finit par s’imposer en Gironde dès les années 1850. L’édification de l’église néo-romane de Sainte-Clotilde au Bouscat marque ce changement. 

## Dévotion au Sacré-Cœur
La défaite française de 1870 face à la Prusse exacerbe la dévotion au Sacré-Cœur qui est réinterprétée de manière nationaliste et renvoie à l’idée d’un Salut pour la nation. L’idée d’un vœu patriotique et spirituel naît, avec pour but d’obtenir une Consécration nationale de la France au Sacré-Cœur par les autorités morales, religieuses et politiques pour permettre alors une restauration morale de la France. Ce souhait s’accomplit avec l’édification de la Basilique du Sacré-Cœur de Montmartre consacrée Vœu National et déclarée d'utilité publique par l'Assemblée Nationale en 1873.
C’est à la suite de ce mouvement que le cardinal et archevêque de Bordeaux, Ferdinand-François-Auguste Donnet, souhaite sensibiliser ses fidèles et construire une église dédiée au Sacré-Cœur à Bordeaux, « fille de celle qui doit couronner le sommet de Montmartre à Paris. » (cf. Lettre pastorale 258, 16 novembre 1875). L’architecte bordelais Jean Jules Mondet, qui avait passé les concours de projet pour la Basilique de Montmartre, est chargé de réaliser l’édifice.
Depuis septembre 2014, la paroisse est confiée à des prêtres du mouvement Regnum Christi, congrégation religieuse de droit pontifical.

En la chapelle d’adoration de l’église du Sacré-Cœur est exposé en permanence le Saint-Sacrement. Les fidèles se relaient vingt-quatre heures sur vingt-quatre et sept jours sur sept, pour assurer l’adoration aux intentions de l’Église universelle et diocésaine.

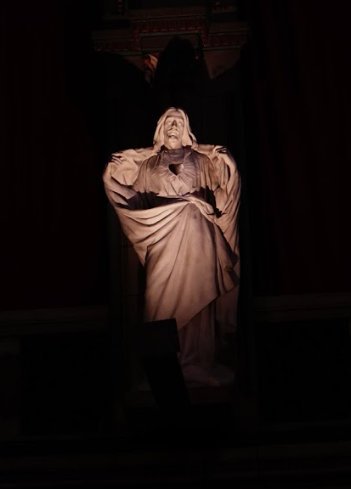
Le Sacré-Coeur, sculpture d'Ernest Dubois, datée de 1918
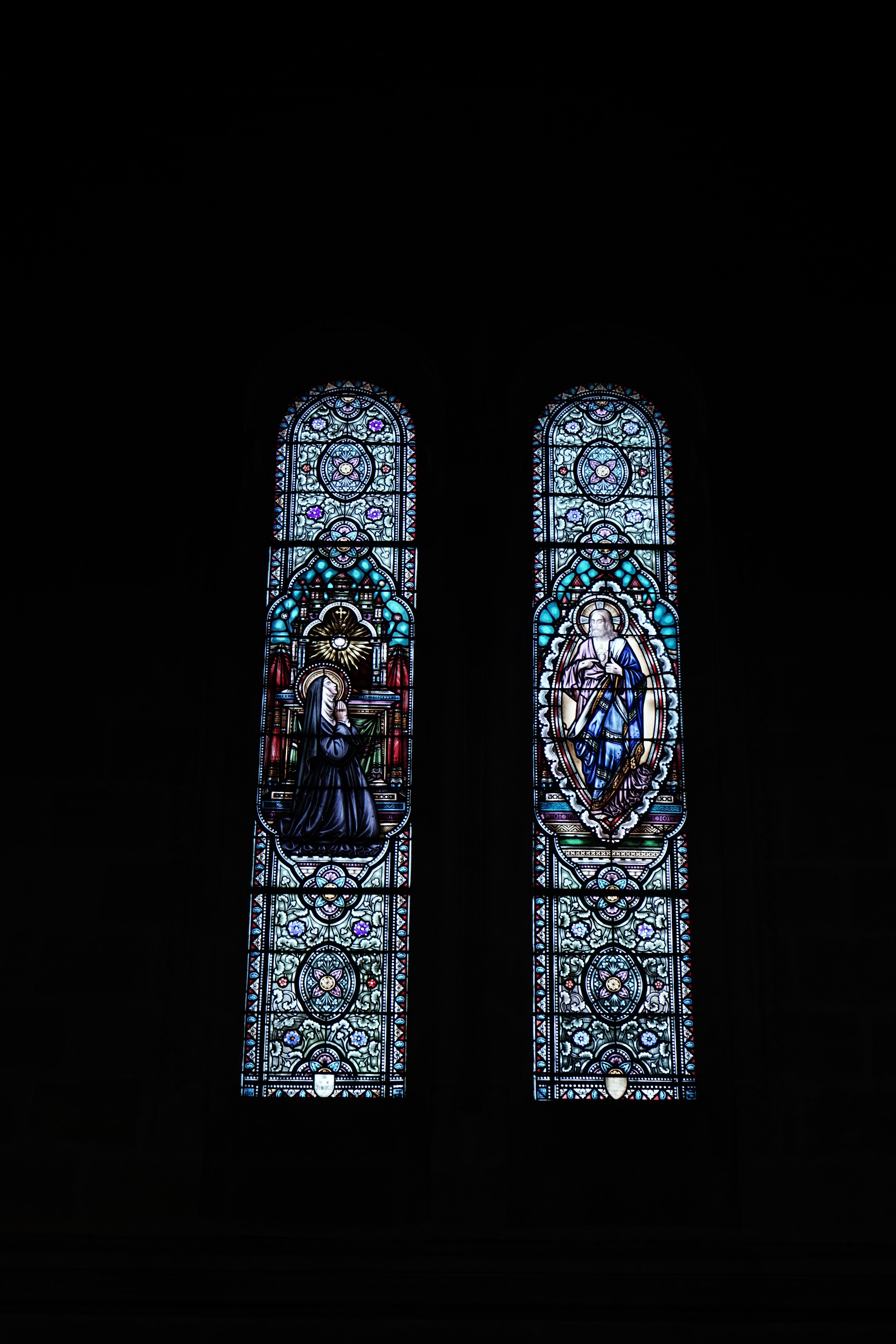
Vitraux du Sacré-Coeur apparaissant à la visitandine Marie-Marguerite Alacoque

## Architecture de l'église

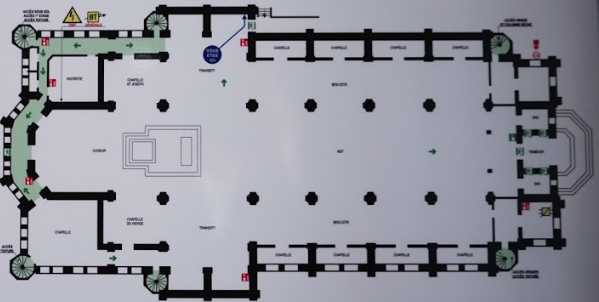
Plan de l'église

### Architecture intérieure

#### La nef
La nef, haute de vingt-et-un mètres sous la clé, son point le plus élevé, est voûtée d'ogives quadripartites, lui donnant ainsi une allure ample et dégagée. Elle est séparée des collatéraux par des piliers reposant sur un haut piédestal, dont la base est composée de deux types de moulures différentes : un tore et une scotie. Avec leurs pilastres (dotés de chapiteaux étonnants, ornés sur une seule face de palmettes et de pirouettes) de faible saillie, ces piliers donnent ainsi l'illusion de colonnettes engagées. Les dosserets se prolongent de façon classique jusqu'à la naissance des arcs doubleaux de la nef, et sont renforcés à l'étage par des colonnes adossées, qui présentent des chapiteaux corinthiens stylisés. Ces colonnes ont également comme particularité d'être dotées d'une base large et d'une décoration de fleur à six pétales, motif récurrent, et de s'élancer vers le haut en deux disques accolés.

#### Le transept
Le transept présente des travées de part et d'autre de sa croisée qui sont, elles aussi, voûtées en ogives quadripartites, et de même hauteur que les collatéraux qu'elles prolongent. Cette croisée du transept dote aussi ses premières travées, à son image, de piliers cruciformes, qui sont là pour soutenir le poids des ogives de la voûte, grâce à des colonnes placées dans deux angles des piliers. Les extrémités des bras de ce transept sont voûtées en berceau transversal et percées d'oculi, surmontés d'une tribune dont la balustrade est en pierre et décorée de rinceaux de fonte. Cette tribune, accessible par le biais d'un escalier en vis abrité par une tourelle au sud comme au nord, est portée par deux arcs segmentaires, qui reposent sur des pilastres adossés. Enfin, au-dessus de la tribune, deux baies et une rosace illuminent le transept.

#### Le chœur
L'organisation de la nef fait converger le regard vers le chœur. Les pans de son abside sont soulignés par des colonnes qui, en se prolongeant à l'étage des vitraux, sert à supporter le poids tombant des nervures de la voûte à huit quartiers, qui soutiennent la clé de voûte. L'abside du chœur se divise en trois niveaux. Le plus haut est celui des vitraux : le vitrail du Sacré-Cœur occupe le centre de l'abside et sa composition se fait par l'agencement de trois baies surmontées de trois oculi et de trois écoinçons. Les apôtres, réunis par deux, s'y dressent de part et d'autre et sont reconnaissables par leurs différents attributs, en plus de l'inscription latine indiquant le nom de chacun. La deuxième division de l'abside est marquée par la tribune voûtée en demi-berceau qui ouvre sur le chœur par le biais de huit baies plein cintre. Des colonnettes dotées de chapiteaux floraux se chargent de séparer les baies à intervalles réguliers. Enfin, le dernier niveau de l'abside, le plus bas, est décoré de boiseries de chêne.

#### Les deux chapelles principales
Le chœur communique directement avec les chapelles de Saint Joseph au sud et de la Vierge au nord. Celle de la Vierge présente un autel fixe en marbre. Il est décoré de merlons, de créneaux et d'un bandeau de fleurs à six pétales stylisées sur son retable. Sa table, elle, est ornée de fleurs stylisées identiques à celles qui sont peintes dans le chœur. Quatre colonnes courtes en marbre la soutiennent avec leurs chapiteaux peints de rouge, vert et or. Entre les colonnes, on trouve des panneaux présentant l'Annonciation et des dessins de vases dont les rinceaux sont identiques à ceux des grilles du chœur. Trois niches sont dessinées par des arcs plein-cintre. Dans celle du centre se trouve la statue de la Vierge couronnée, entourée de deux anges et tenant dans ses bras le Christ enfant.
La chapelle Saint Joseph présente le même agencement que celle de la Vierge, à l'exception des décorations sur les panneaux : elles représentent la vie de la sainte famille à Nazareth. La statue de Saint Joseph est elle aussi entourée de deux anges. Sa chapelle, comme celle de la Vierge, ouvre sur deux travées étroites voûtées en berceau transversal qui permettent d'accéder aux sacristies.
Ces sacristies communiquent entre elles grâce à un couloir, vers les pièces de l'étage notamment, qui étaient censées accueillir la famille du sacristain. Elles sont reliées entre elles par un couloir voûté en demi-berceau. Sous les sacristies se trouve également la crypte qui est desservie par un escalier en vis permettant d'accéder aux appartements et à la tribune du chœur.

#### L'autel principal
L'autel principal, construit en pierres, mesure trois mètres de long sur un mètre vingt-cinq de large. Il se situe à la croisée du transept et s'élève sur deux pieds cubiques. Sous la pierre d'autel se trouvent les noms de tous ceux qui ont participé à la rénovation du chœur. L'autel est couronné d'une statue en marbre figurant Jésus au cœur enflammé, réalisé à taille humaine. À l'origine, en 1899, l'autel principal était un autel à baldaquin en marbre et bronze soutenu par seize colonnes dorées à chapiteaux. La statue du Sacré-Cœur, pour sa part, était placée à droite du tabernacle et entourée de deux anges et des statues de Saint François de Sales et de Sainte Marguerite-Marie.

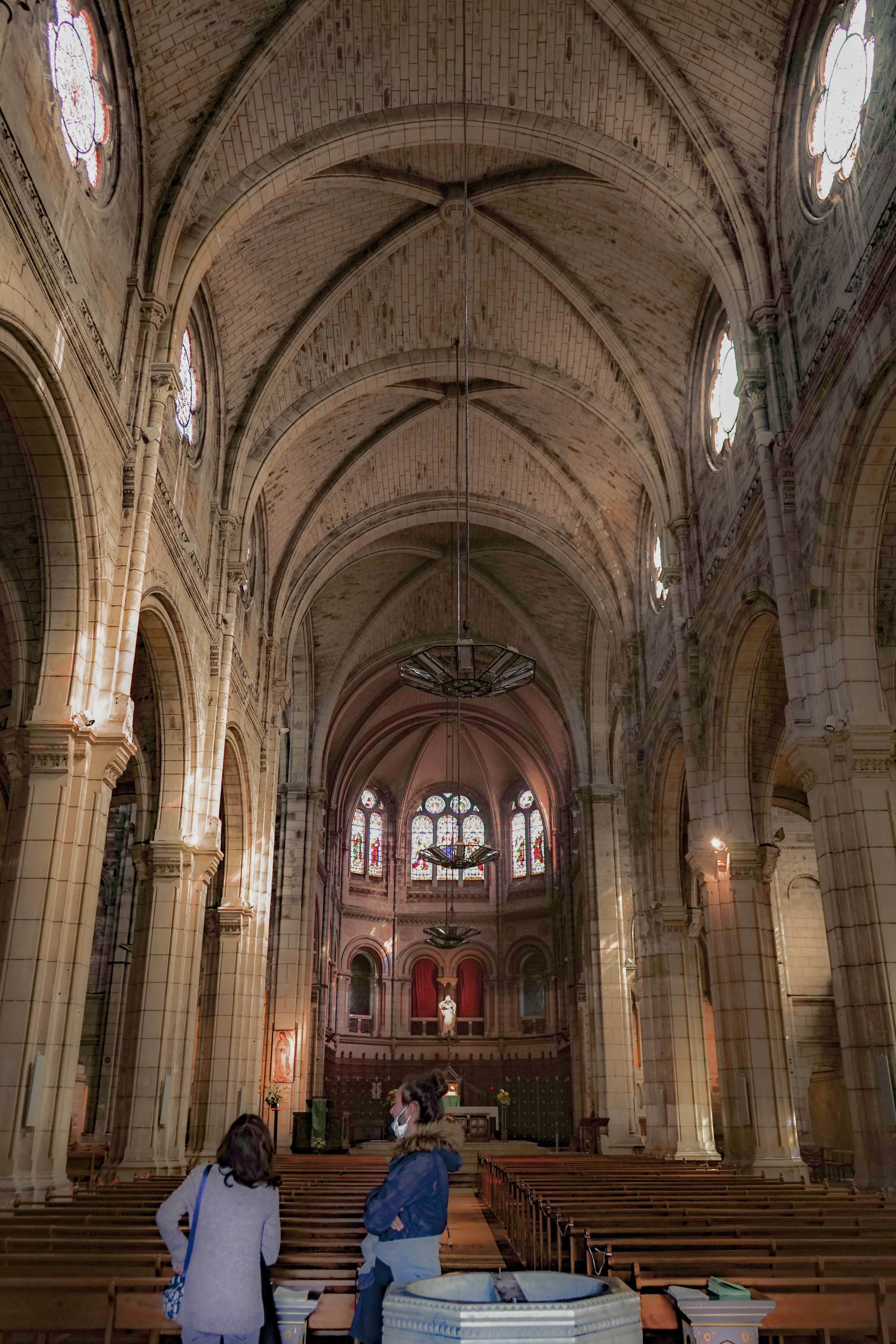
Vaisseau central de la nef
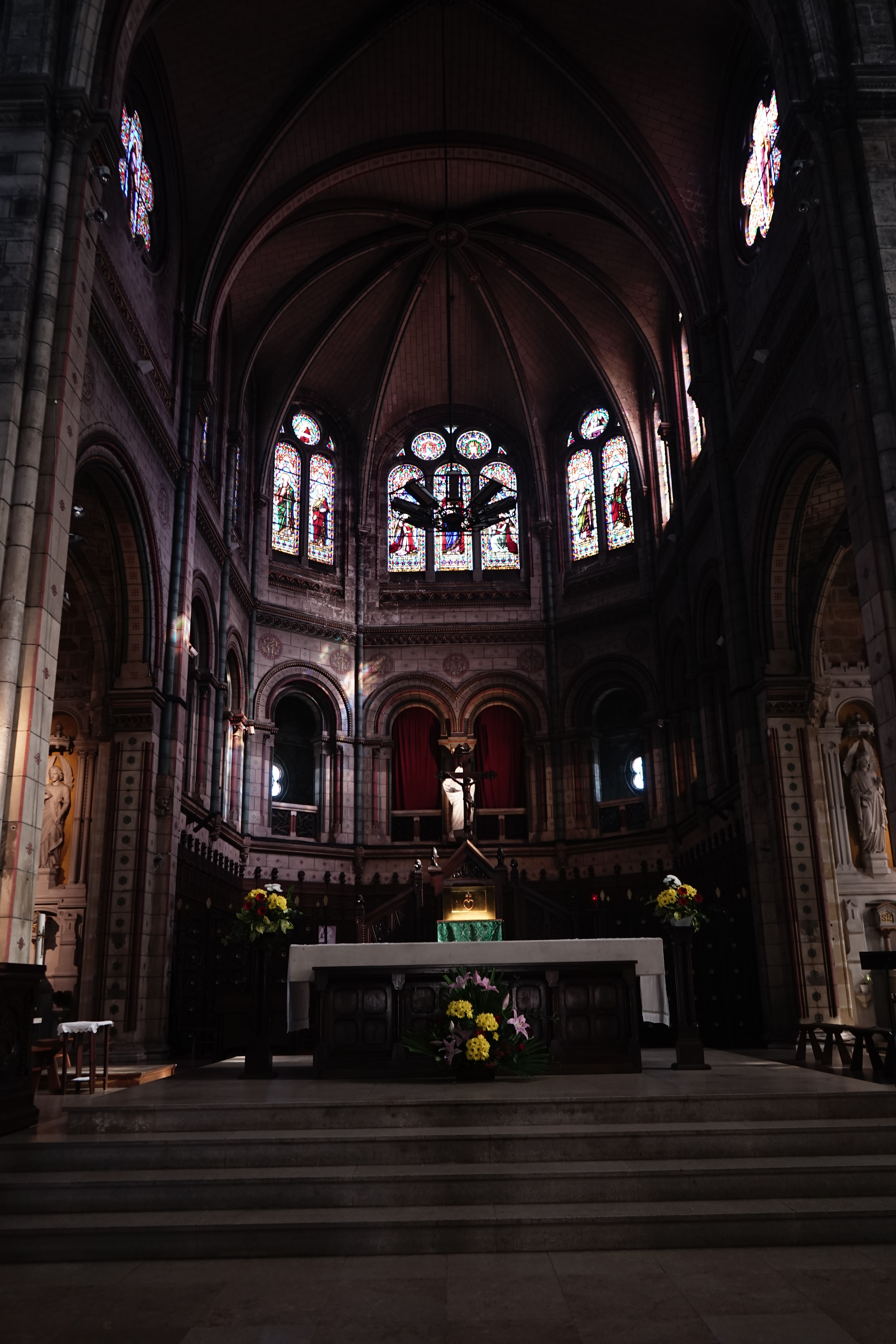
Vue du choeur
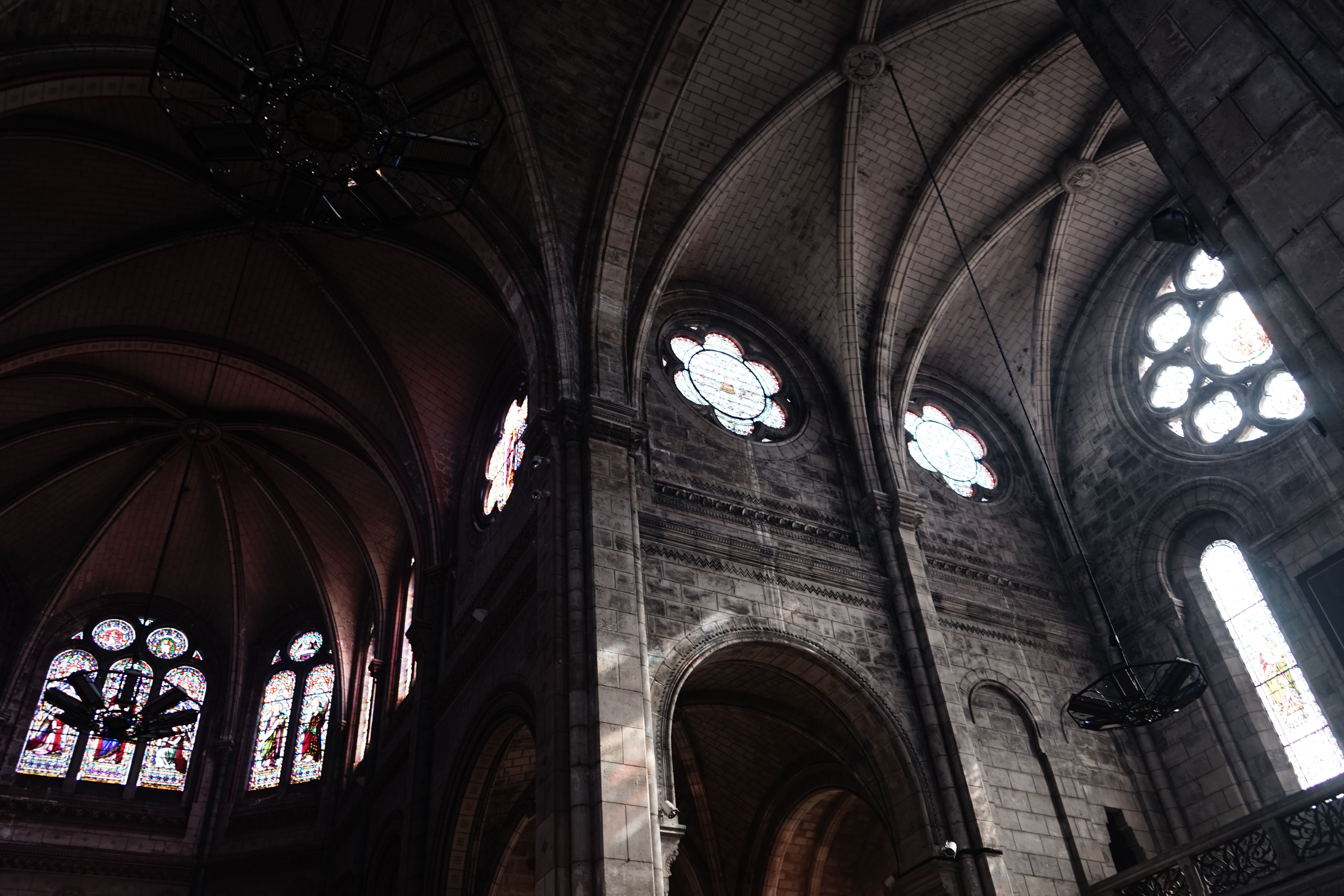
Voûte du bras sud du transept
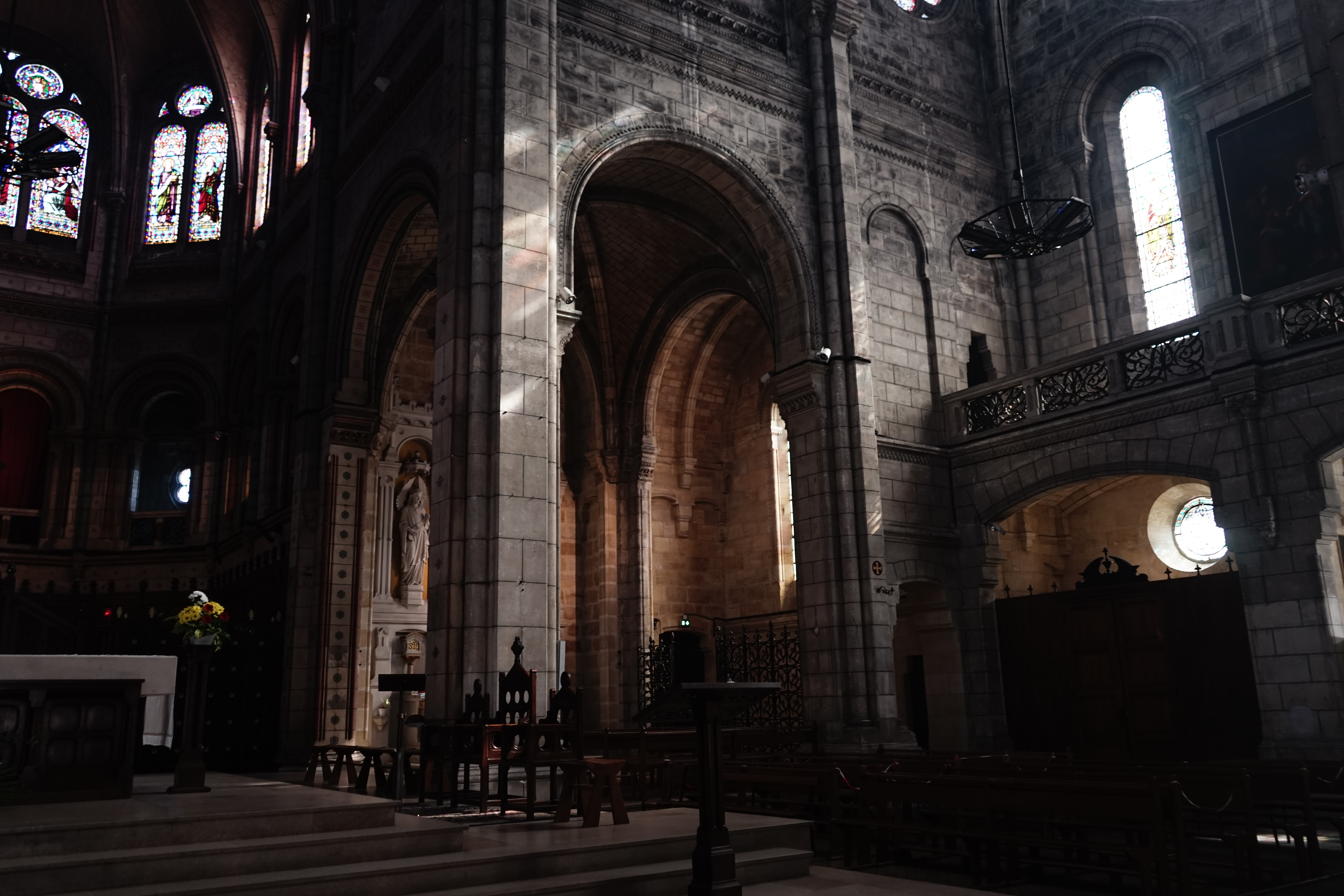
Vue d'une partie du choeur et du transept sud
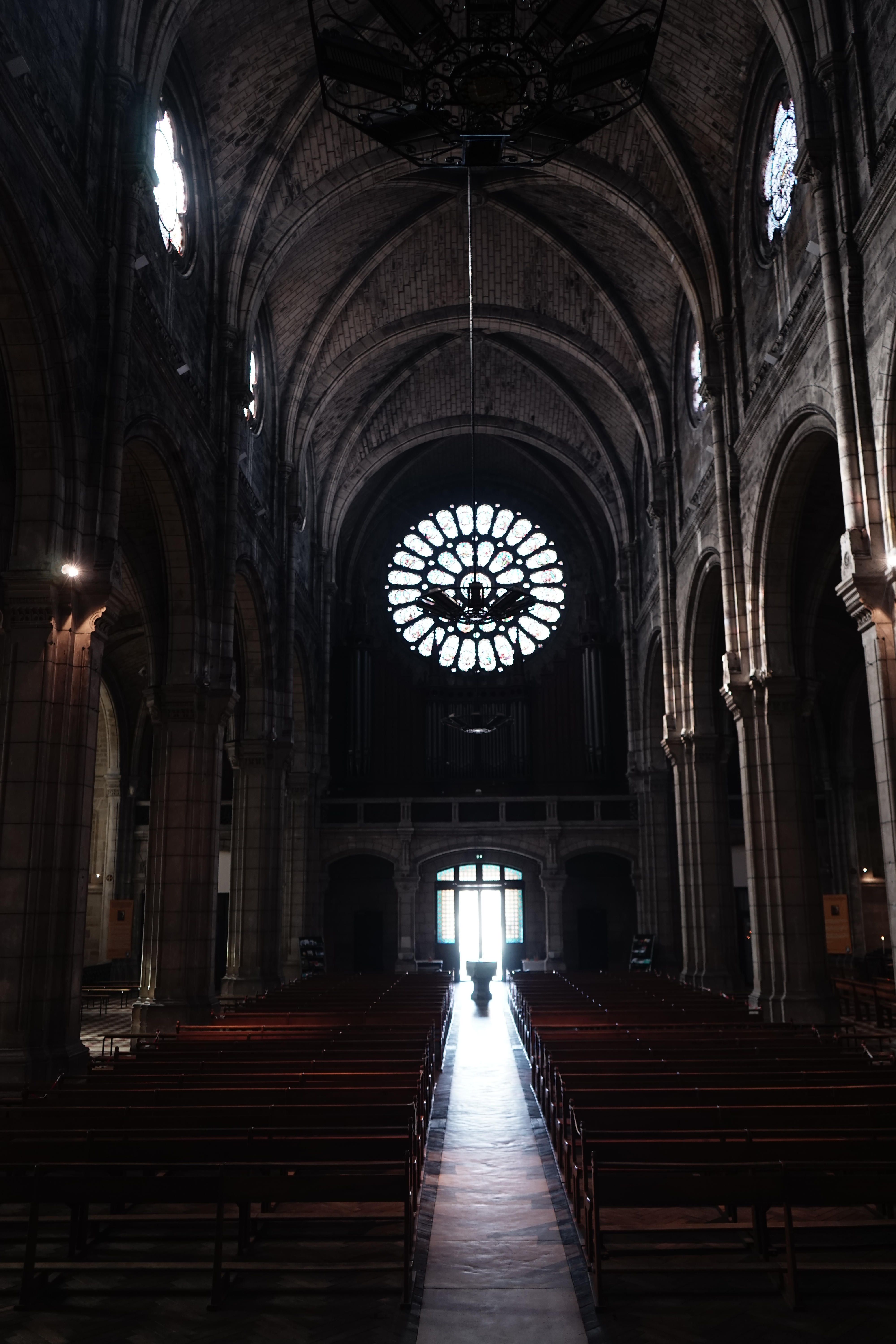
Vaisseau central de la nef, face à l'entrée
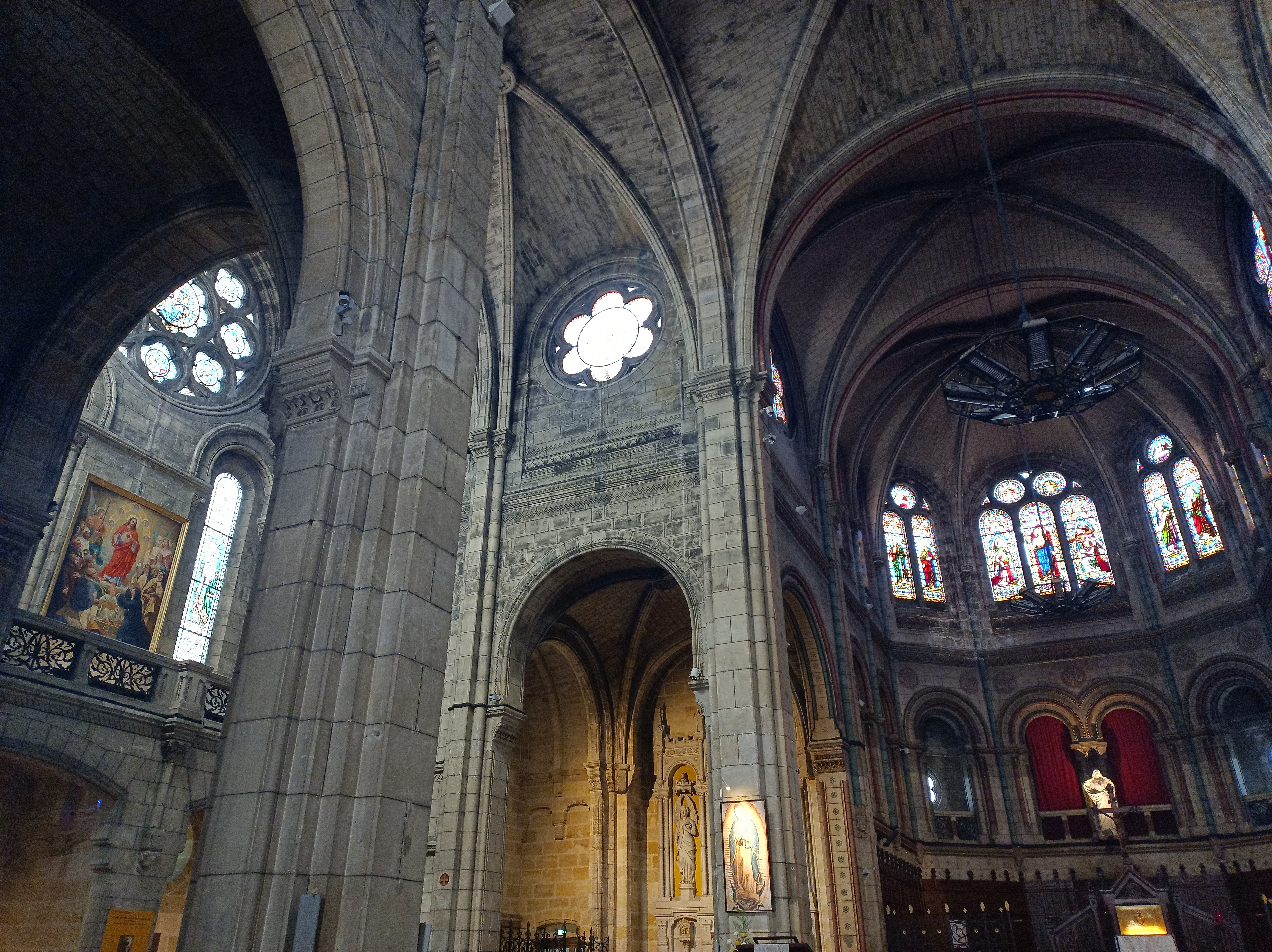
Aperçu lumineux

### Architecture extérieure

#### Façade principale
La façade principale de l'église est divisée en trois parties verticales et quatre parties horizontales : à la verticale, deux tours à dômes ceignent le corps central, et à l'horizontal, nous pouvons distinguer le portail, la rose et les baies des tours, le pignon et les dômes.
Le portail, qui devait au début être en bronze, est surmonté d'un panneau en bois qui remplace le tympan orné du Christ en majesté entouré des quatre Évangélistes voulus à l'origine. Les deux niches qui entourent ce tympan ne sont également pas conformes à la volonté de départ : vides, elles étaient probablement censées accueillir les statues de Sainte Marguerite-Marie et de Saint François de Sales. Les piédroits, les chapiteaux et l'archivolte sont également dépourvus de tout décor. Enfin, au-dessus du portail devait également se trouver une balustrade en pierre dont seule a été réalisée la corniche.
Un grand arc en plein cintre à voussures entoure la rosace qui occupe tout le second niveau de la façade. Elle est séparée du pignon en dents de scie par une forte corniche. Ce pignon est également surmonté d'une croix de Lorraine, symbole des archevêques, que l'on retrouve sur la majorité des églises construites sous l'archiépiscopat du cardinal Donnet. La partie centrale devait contenir un haut-relief figurant le Sacré-Cœur entouré de deux anges agenouillés mais il n'a jamais été réalisé.

#### Les tours
Les tours de l'église mesurent 70 mètres de haut et sont percées, de haut en bas, de façon spécifique : fine baie, baie plus large en plein cintre comportant une forte imposte et des piédroits, puis deux petites baies frustes, deux baies géminées à colonnes et enfin, les dômes. Le poids de ces tours est soutenu par les contreforts coiffés de pinacles à fleurons dont la fonction est de relier la forme carrée des tours à celle, orthogonale, des dômes. Ils sont couverts d'un décor en écaille, percés d'oculi et coiffés d'une girouette.

#### Façades latérales
Les façades latérales nord et sud sont toutes conçues sur le même modèle. On y retrouve des contreforts pour soutenir les chapelles avec des arcs boutants qui contrebalancent le poids des voûtes du vaisseau principal et du chœur. Le mur extérieur est décoré d'une rose entourée de huit médaillons au niveau du transept. Sur les murs hauts de la nef, les rosaces ont, elles, six pétales. Chaque niveau d'élévation de ces façades latérales est marqué de façon bien particulière : un bandeau souligne la base des baies des chapelles coiffées par une corniche. En haut, les contreforts sont surmontés d'un toit à deux pans en avant duquel nous pouvons apercevoir un porche porté par deux colonnes. Les gouttières du monument sont placées sur des arcs boutants et s'interrompent au niveau des pinacles, creusés pour capter les eaux de pluie évacuées par une reprise des gouttières le long des contreforts.

#### Chevet de l'église
Le chevet de l'église présente deux ensembles distincts. Le premier, celui de l'étage inférieur, contient les sacristies et les appartements de la tribune. Le second, celui de l'étage supérieur, est percé de vitraux. Les contreforts se trouvent aux angles des pans des absides et leurs pinacles se situent au niveau de la toiture de la tribune. Deux escaliers sont installés dans cet ensemble du chevet : le premier, à volée double, permet d'accéder à la porte ménagée à l'intérieur. Le second, un escalier en vis, dessert la crypte aérée par des soupiraux, les sacristies, le couloir percé de fenêtres rectangulaires et l'étage où l'on peut admirer les roses à six pétales installées en retrait sous des arcatures. Cet escalier en vis est logé dans deux tourelles à pans coupés, à toits de pierre et percées de meurtrières qui entourent le chevet. Elles interrompent également la balustrade qui, des murs nord à sud, coiffe l'étage des sacristies.

#### Les cloches
Les cloches sont au nombre de quatre. Elles se nomment respectivement Marie-Marguerite Suzanne, Jeanne Gabrielle Louise, Marie Louise Antoinette Berthe et Marie Victoire. La première est un don de Monsieur Testaud et a été bénie par Monseigneur Guilbert. La deuxième sert à sonner l'Angélus et la messe dominicale. La troisième trouve son utilité dans le déroulement des obsèques et a été bénie par l'abbé Mercier. Enfin, la quatrième a reçu la bénédiction de l'abbé Buchou en 1876.

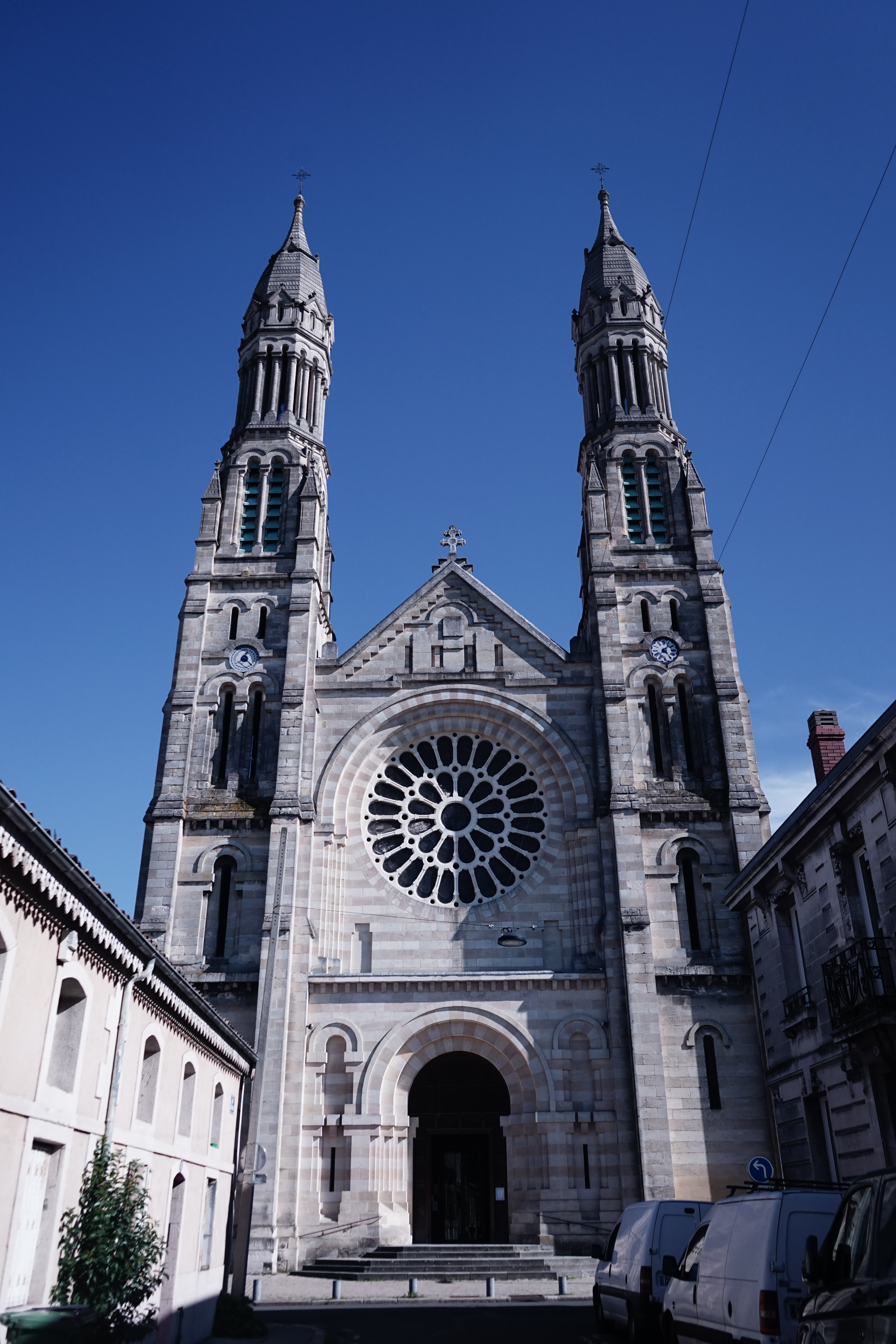
Façade vue de la rue Buchou
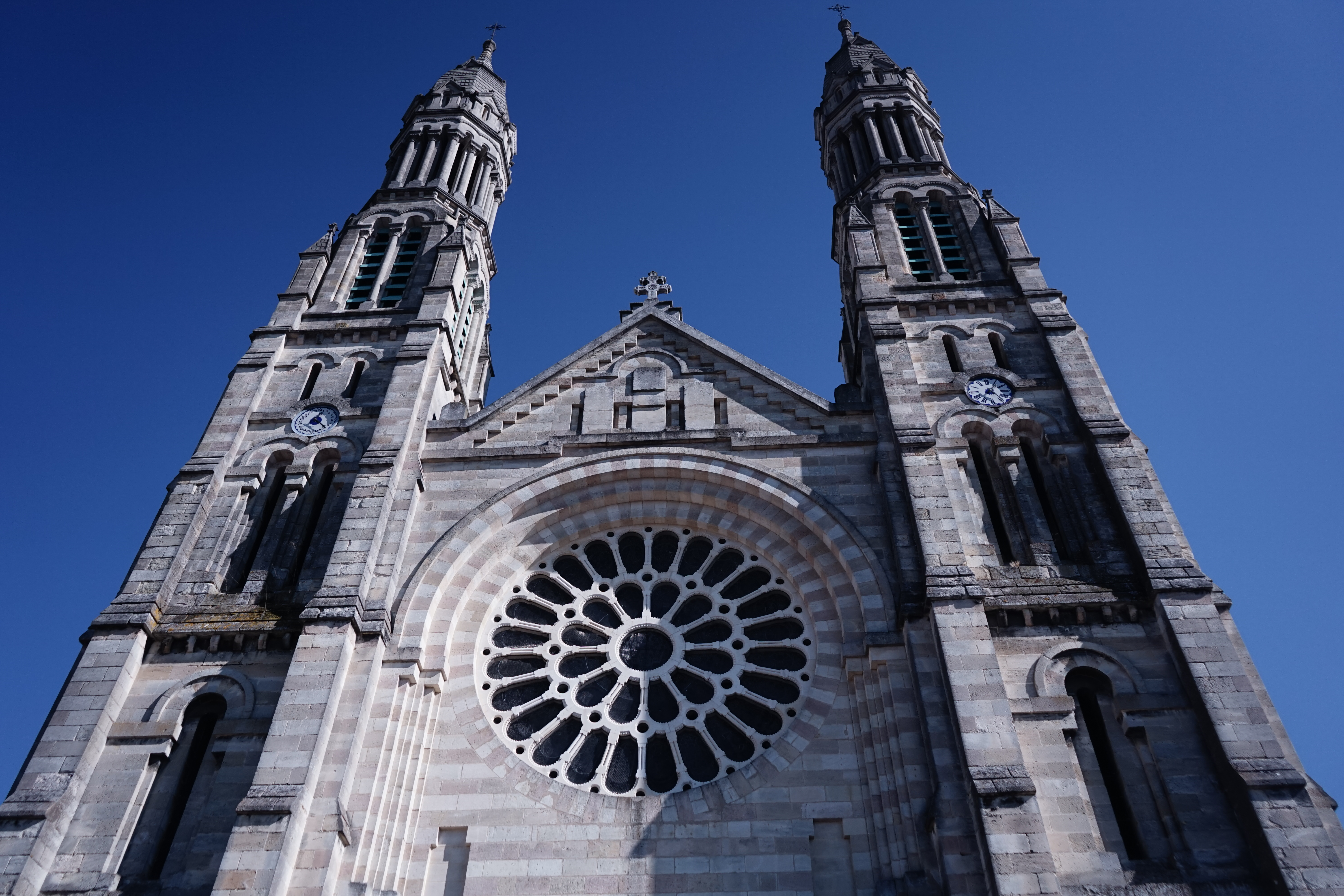
Vue rapprochée de la façade
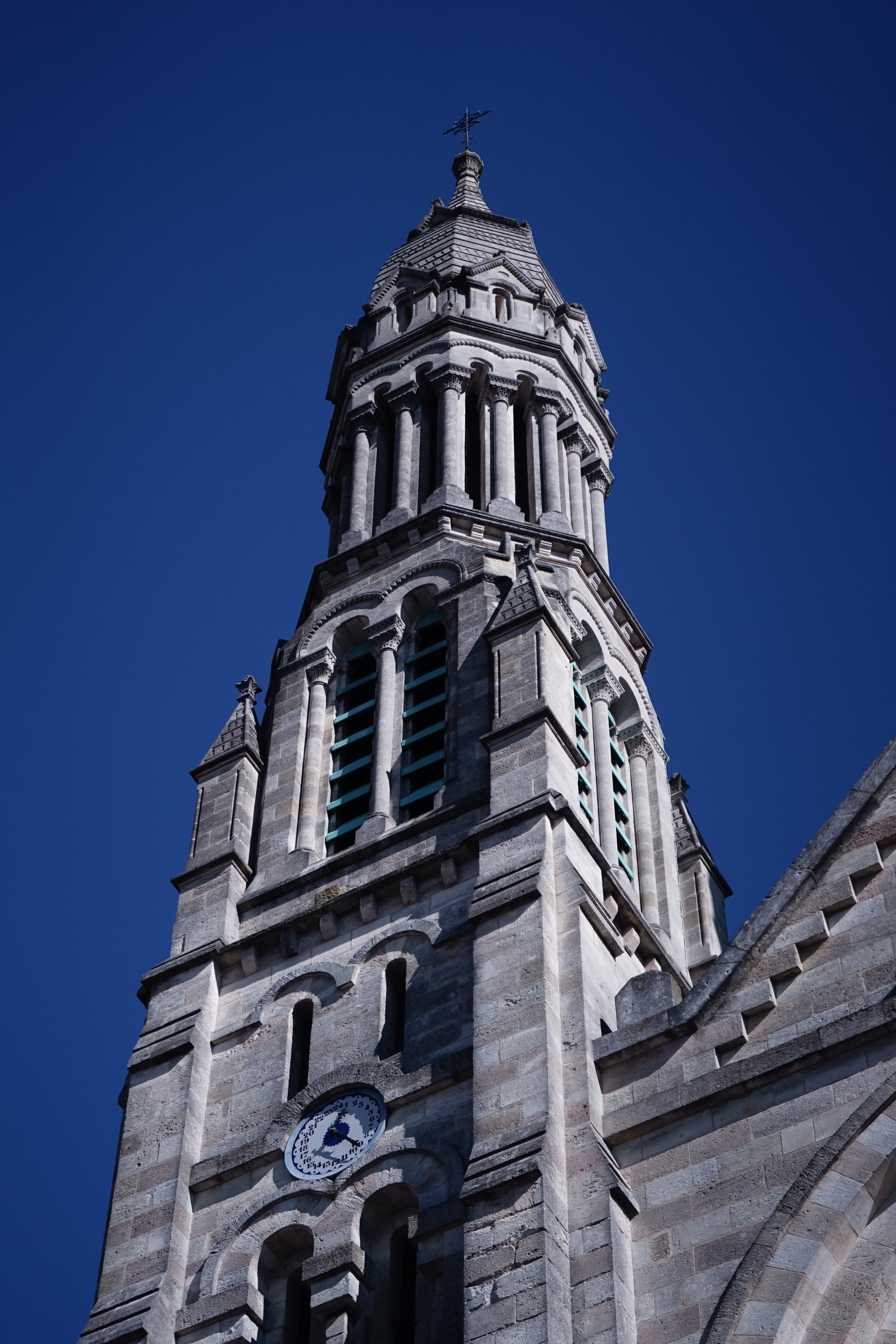
Tour nord
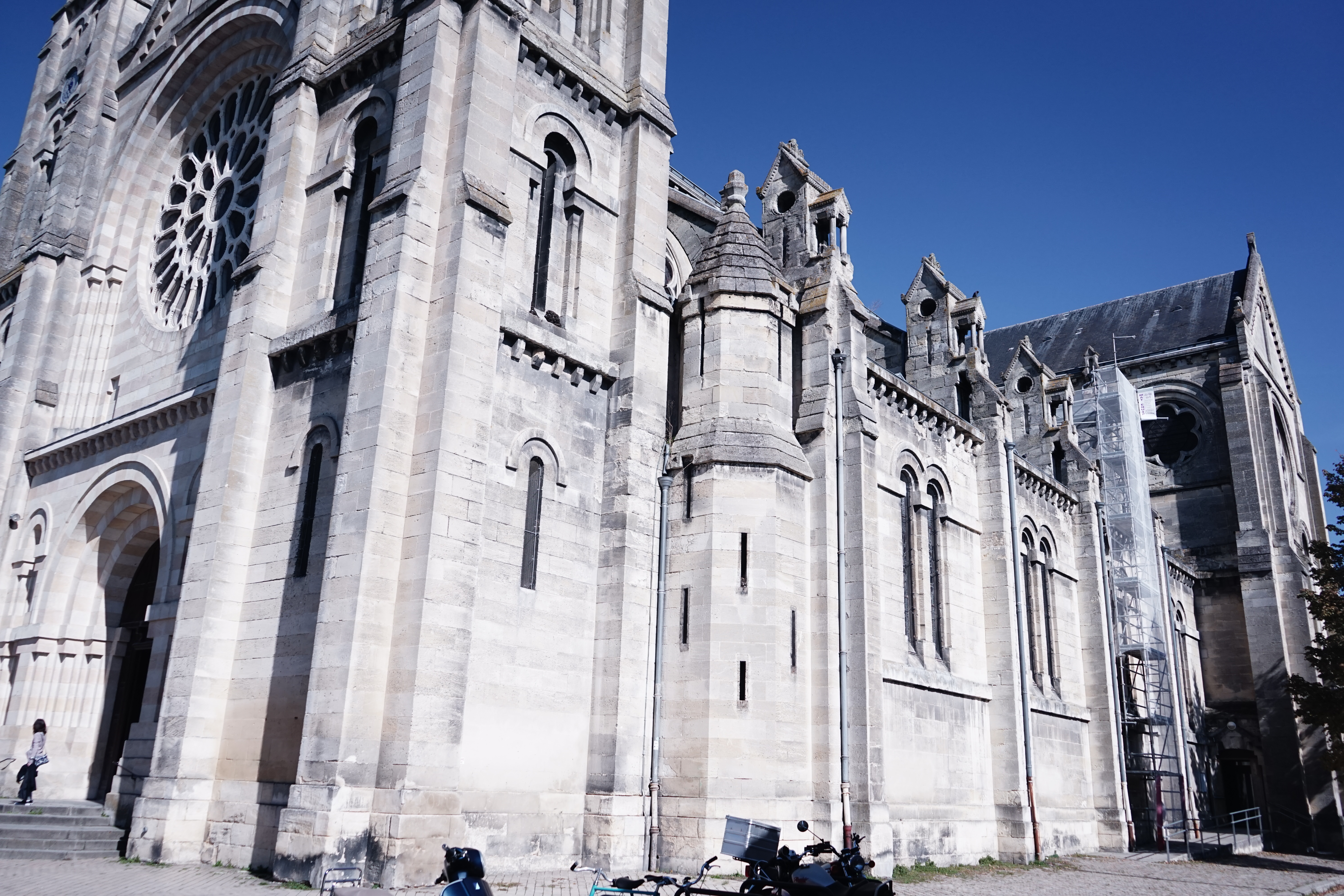
Façade sud
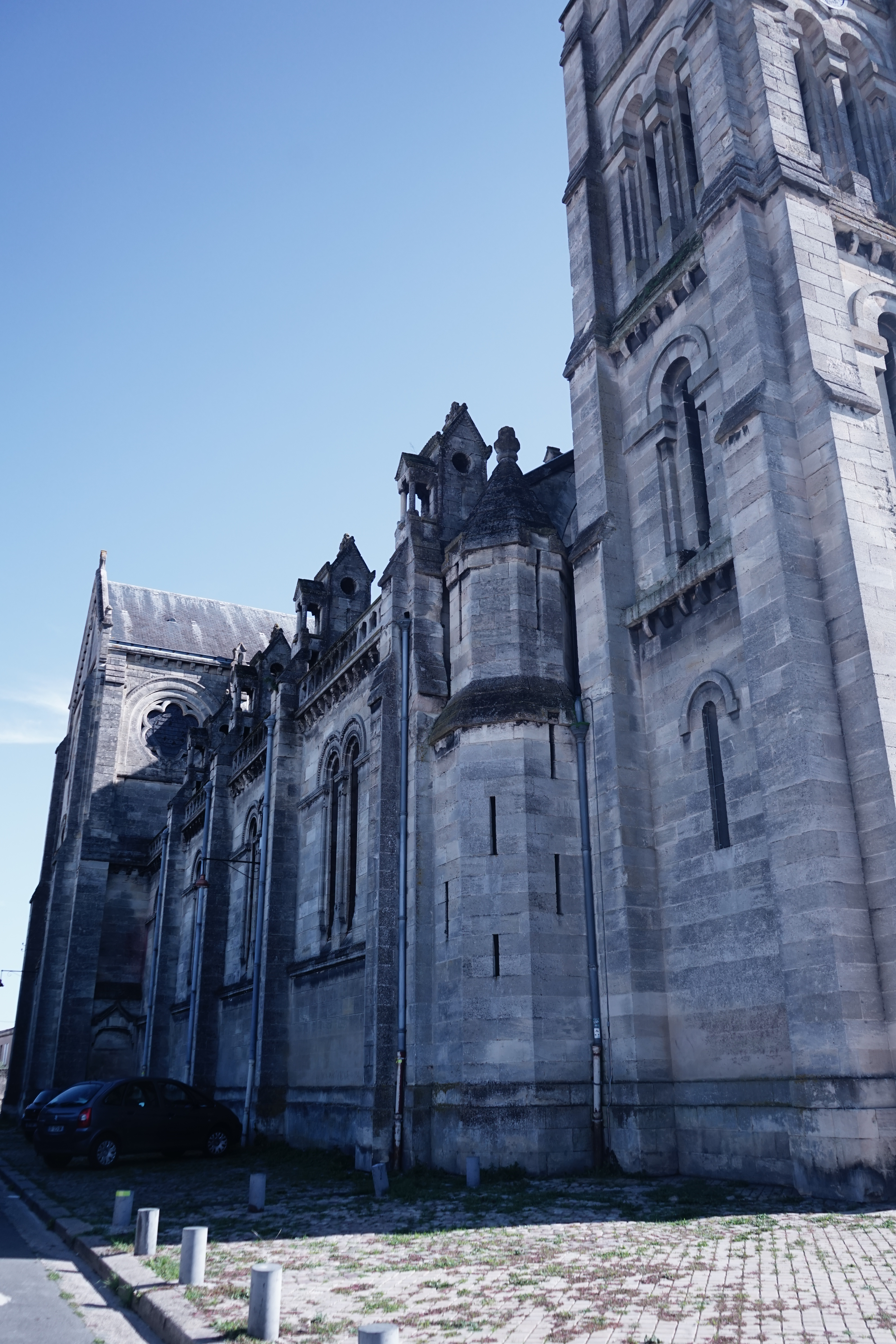
Façade nord

## Mobilier et œuvres

### Chœur
Le chœur comprend :
L’autel de la Vierge, l’autel de Saint-Joseph, la statue de la Vierge et la statue du Sacré-Cœur, en marbre, œuvre d’Ernest Dubois, 1918. Le maître-autel et le baldaquin aujourd’hui disparus ont été aussi réalisés par Ernest Dubois.
Les grands retables de la Vierge et Saint-Joseph.
Les têtes sculptées de Bordelais contemporains sur les culots des murs latéraux qui ont été conçus par Jean Mora.

#### Têtes sculptées
Les têtes sculptées ont été réalisées par le sculpteur Jean Mora.
Elles sont situées au-dessus des boiseries en chêne massif du chœur au niveau des culots des colonnes.
On reconnaît les portraits de personnalités ecclésiastiques notables toutes originaires de Bordeaux. Certains y ont été évêques.
En partant de la gauche et jusqu’à l’axe du chœur on trouve : le Cardinal Donnet, le Cardinal Guilbert, Monseigneur Fonteneau, Monseigneur Bellot des Mines, Monseigneur Fallières.
En partant de la droite et jusqu’à l’axe du chœur : Monseigneur De la Bouillerie, le Cardinal Lecot, Monseigneur De Langalerie, Monseigneur Gayaillan, Monseigneur Varin.
Jean Mora a également fait les sculptures de Sainte-Marie de la Bastide et de Saint-Pierre (il est chargé de retailler les crochets, les pinacles, les fleurons, les gargouilles et les choux de pignons ainsi que de refaire les chapiteaux).

### Mobilier liturgique
Dans le chœur se trouvent le trône du célébrant en chêne et les fonts baptismaux avec leur cuve en marbre.
Dans la Croisée du transept, la chaire en chêne avec les reliefs des Quatre Évangélistes (Matthieu, Marc, Luc et Jean).
Dans la Chapelle de Saint Joseph, les grilles en fer et fonte du chœur.

### Vitraux
Les vitraux ont été réalisés par le maître-verrier bordelais Henri Feur (1837-1926) qui a également réalisé les vitraux du couvent de la chapelle de l’Assomption, les vingt-six vitraux de l’église Saint-Vincent à Mérignac et ceux de l’église Saint-Louis aux Chartrons.
Il a été formé par Joseph Villet (1823-1877), le plus célèbre maître-verrier bordelais.

### Orgue
Cet instrument a été construit par Auguste Commaille vers 1890. En 1962, la maison Roethinger transforme l’instrument en électrifiant et en supprimant quelques jeux (dont la montre 16 en façade).
L’orgue se présente comme un large buffet d’inspiration néogothique disposé en V afin de dégager la grande rosace de la façade ouest. Il est constitué de 4 tourelles de 5 tuyaux en étain ainsi que de deux faces plates en son centre, chacune comprenant 9 tuyaux en étain. La console séparée se situe face au chœur. Il possède 2 claviers de 56 notes et un pédalier de 30 notes. Son mécanisme fonctionne par transmissions électro-pneumatiques.
| Grand orgue   | Récit expressif   | Pédale      |
| ------------- | ----------------- | ----------- |
| 56 notes      | 56 notes          | 30 notes    |
| Bourdon 16    | Bourdon 8         | Soubasse 16 |
| Montre 8      | Gambe 8           | Bourdon 8   |
| Bourdon 8     | Voie céleste 8    | Basse 4     |
| Prestant 4    | Flûte 4           | Bombarde 16 |
| Doublette 2   | Principal 2       | Trompette 8 |
| Fourniture IV | Cornet III        | Clairon 4   |
| Cymbale III   | Cymbale IV        |             |
| Trompette 8   | Basson-Hautbois 8 |             |
| Clairon 4     | Chalumeau 4       |             |

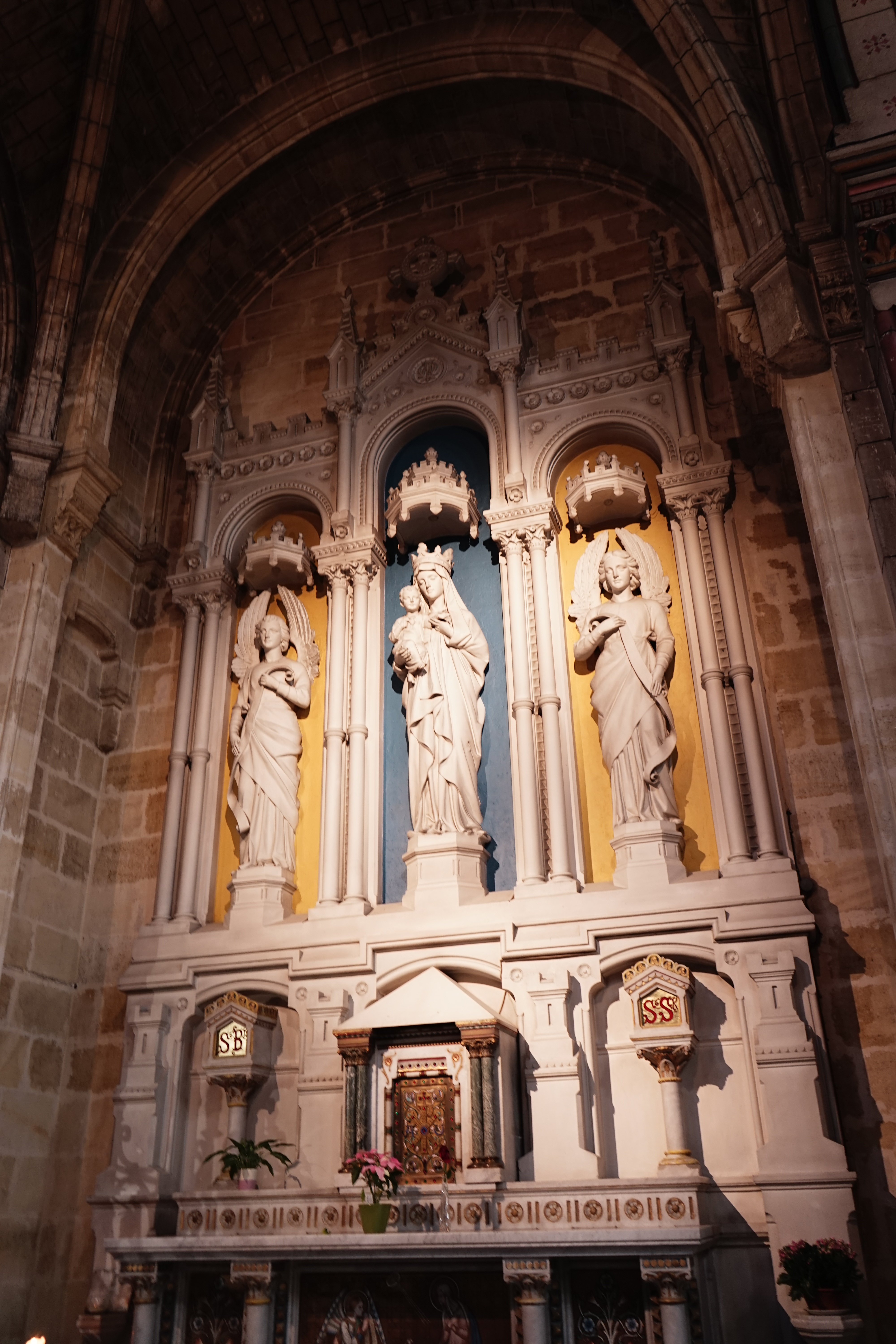
Autel de la Sainte Vierge
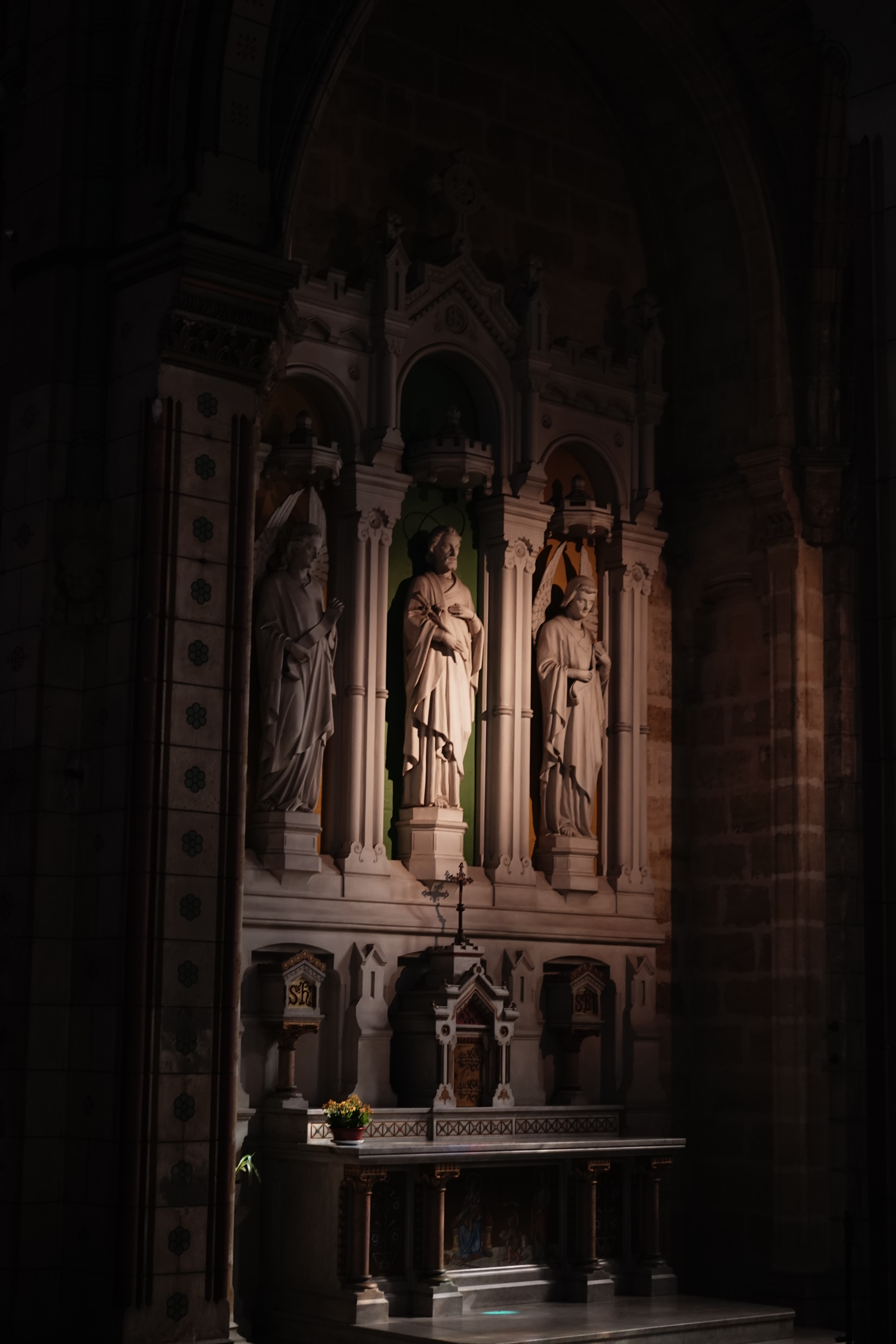
Autel de Saint Joseph
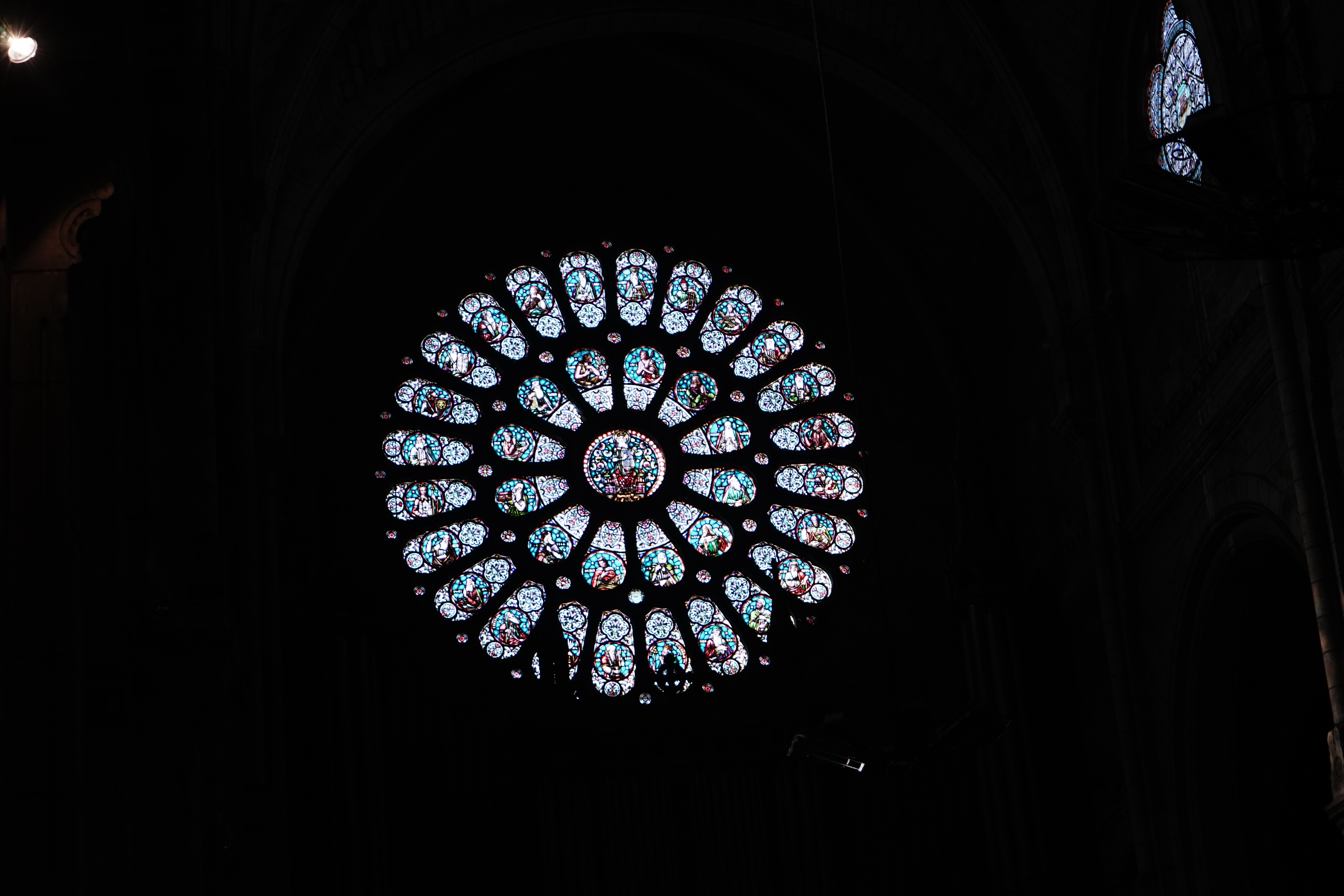
Rosace au dessus de l'entrée principale
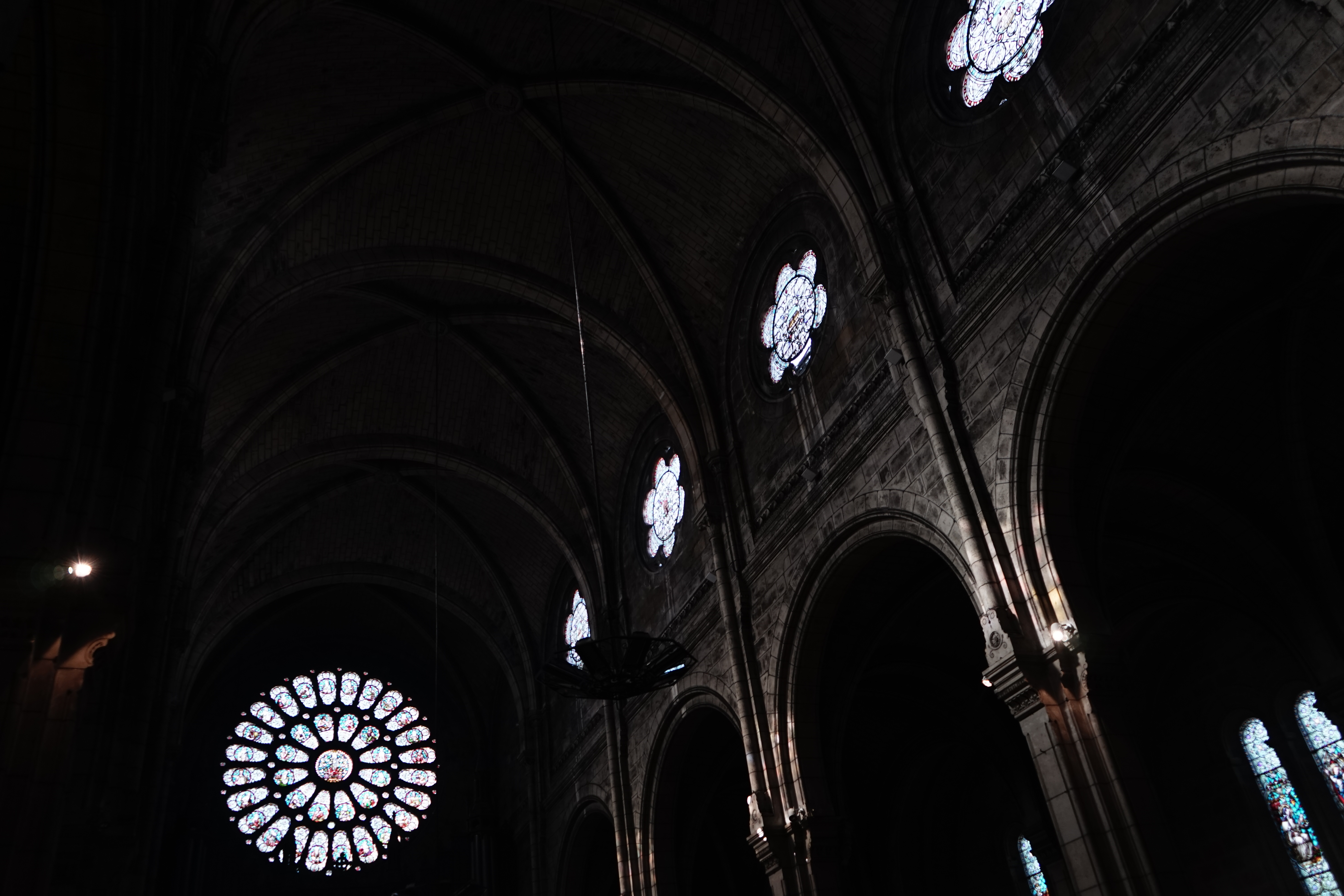
Rosaces principale et rosaces à 6 lobes
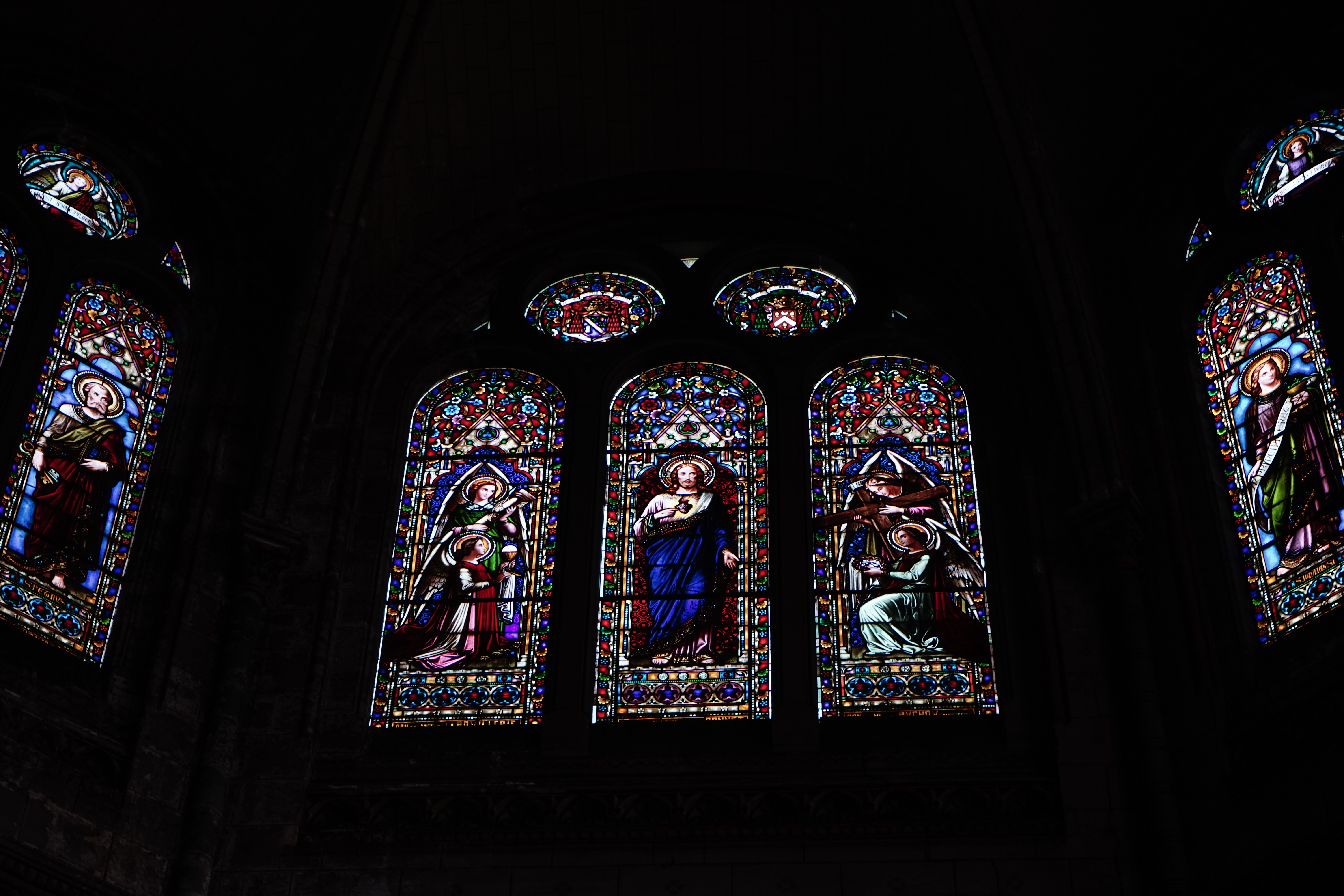
Chevet avec le Sacré-Coeur entouré des instruments de la Passion et de l'Eucharistie